# Ocean Software
Ocean Software war ein 1982 gegründeter britischer Computerspiel-Entwickler mit Sitz in Manchester, England. Ocean stellte Spiele für unterschiedliche Plattformen her. 1996 übernahm der französische Publisher Infogrames das Unternehmen.

## Firmengeschichte
Das Unternehmen wurde 1982 als Spectrum Games von David Ward und Jon Woods in Manchester gegründet. 1983 wurde es in Ocean Software umbenannt. Ocean stellte Spiele für die unterschiedlichsten Computer-Plattformen her: ZX Spectrum, Commodore 64, Amstrad CPC, Atari ST, Amiga, PC, und Videospiel-Konsolen wie NES und SNES.
Ocean Software erarbeitete sich einen Ruf als Spezialist für Softwareumsetzungen zu Filmlizenzen. Rezensenten kritisierten die Spiele häufig für ihr simples, oftmals immer gleiches Spielprinzip, das der Filmvorlage wenig gerecht werde. Meist handelte es sich um seitwärts scrollende Shoot ’em ups bzw. Beat ’em ups, in denen Filmfiguren ohne Berücksichtigung ihrer Funktion im Film als Gegner eingefügt wurden. Da es sich zumeist auch um schnell produzierte Imitationen früherer Titel handelt, zeigten sie keine neuen kreativen Ansätze und waren damit aus kulturkritischer Sicht wenig ansprechend. Unter Kindern erreichten die Titel durch ihre Lizenzen jedoch bisweilen große Popularität und galten im Vergleich zu früheren Filmadaptionen zumindest als kompetent.
Im Oktober 1984 kaufte Ocean den Namen und das Branding von Imagine Software von den Liquidatoren des gescheiterten Softwarehauses. Obwohl das Imagine-Logo ursprünglich als Label ausschließlich für Arcade-Konvertierungen gedacht war, wurde es auch auf einer Reihe von Originaltiteln sowie auf britischen Veröffentlichungen von Spielen verwendet, die vom spanischen Entwickler Dinamic Software lizenziert wurden.
Im Jahre 1996 kaufte der Französische Publisher Infogrames das Unternehmen für 100 Millionen Dollar. 1998 wurde es im Zuge einer allgemeinen Markenstärkung in Infogrames UK umbenannt, 2003 dann in Atari UK.
2004 wurde für einige der Ocean-Softwareentwicklungswerkzeuge vom damaligen Entwickler, Paul Hughes, der Quelltext veröffentlicht.

## Bekannte Titel von Ocean
- Addams Family (1992)
- Addams Family Values (1994)
- Batman the Movie (1989)
- Beach Volley (1992)
- Combat School (1987: C64)
- Daley Thompson's Decathlon (1984: C64)
- Eco (1987)
- The Raiden Project (1995: PSX)
- Epic (1992: Amiga, PC)
- F-29 Retaliator (1991: PC)
- GT 64: Championship Edition (1998: N64)
- G.U.T.Z.
- Cabal (1989)
- Cheesy (1996)
- Head Over Heels (1987)
- Highnoon (1984: C64)
- Hook (1992)
- Jurassic Park (1993)
- Midnight Resistance (1990)
- Mr. Nutz (1994)
- New Zealand Story (1989)
- Operation Wolf (1989)
- Lethal Weapon (1992)
- Lost Patrol (1990)
- Operation Thunderbolt (1990)
- Pang (1990)
- Parallax (1986)
- Parasol Stars (1992)
- Platoon (1988)
- Pushover (1992)
- Rainbow Islands (1990)
- Robocop 3 (1992)
- The Simpsons: Bart vs. the Space Mutants (1991)
- Sleepwalker (1993)
- Shaq Fu (1994)
- Terminator 2 - Judgment Day (1992)
- TFX - Tactical Fighter Experiment (1993)
- TFX: EF2000 (1995)
- Toki (1991)
- Total Recall (1991)
- Waterworld (1995)
- Where Time Stood Still (1987)
- Wizball (1988)
- Wizkid (1992)
- Worms (1994)